# بایرون ویزلی
بایرون ویزلی (انگلیسی: Byron Wesley؛ زادهٔ ۲۶ دسامبر ۱۹۹۲) بازیکن بسکتبال اهل ایالات متحده آمریکا است.